# Megaselia southwoodi
Megaselia southwoodi är en tvåvingeart som beskrevs av Ronald Henry Lambert Disney 1982. Megaselia southwoodi ingår i släktet Megaselia och familjen puckelflugor. Inga underarter finns listade i Catalogue of Life.